# Conwy United
Conwy United is een Welshe voetbalclub uit Conwy.
De club was in 1992 medeoprichter van de League of Wales, die toen volledig onafhankelijk werd van de Engelse competitie. In het eerste seizoen werd de club zevende op 20 clubs. Na twee seizoenen in de middenmoot eindigde Conwy op de derde plaats in 1995/96 en mocht zo Europees spelen in de Intertoto Cup. Na nog drie seizoenen in de middenmoot degradeerde de club in 2000 uit de hoogste klasse.

## Conwy in Europa
- Groep = groepsfase

| Seizoen | Competitie    | Ronde | Land                | Club           | Score |
| ------- | ------------- | ----- | ------------------- | -------------- | ----- |
| 1996    | Intertoto Cup | Groep | Vlag van België     | Charleroi SC   | 0-0   |
|         |               | Groep | Vlag van Polen      | Zagłębie Lubin | 0-3   |
|         |               | Groep | Vlag van Oostenrijk | SV Ried        | 1-2   |
|         |               | Groep | Vlag van Denemarken | Silkeborg IF   | 0-4   |